# Équipe de Pologne féminine de hockey sur glace
Cet article traite de l'équipe féminine. Pour l'équipe masculine, voir Équipe de Pologne de hockey sur glace.
L'équipe de Pologne féminine de hockey sur glace est la sélection nationale de Pologne regroupant les meilleures joueuses polonaises de hockey sur glace féminin lors des compétitions internationales. Elle est sous la tutelle de la fédération polonaise de hockey sur glace. La Pologne est classée 19e sur 42 équipes au classement IIHF 2021 .

## Résultats

### Jeux olympiques
L'équipe féminine de Pologne n'a jamais participé aux Jeux olympiques.
- 1998-2010 — Ne participe pas
- 2014 — Non qualifié
- 2018 — Non qualifié
- 2022 — Non qualifié

### Championnats du monde
La Pologne participe pour la première fois au championnat du monde féminin en 2011.
- 1990-2009 — Ne participe pas
- 2011 — Trentième (1er de Division V)
- 2012 — Vingt-septième (1er de Division IIB)
- 2013 — Vingt-cinquième (5e de Division IIA)
- 2014 — Vingt-quatrième (4e de Division IIA)
- 2015 — Vingt-quatrième (4e de Division IIA)
- 2016 — Vingt-et-unième (1er de Division IIA)
- 2017 — Vingtième (6e de la Division IB) [3]
- 2018 — Vingt-et-unième (6e de la Division IB)[4]
- 2019 — Dix-neuvième (3e de la Division IB)
- 2020 — Pas de compétition en raison de la pandémie de coronavirus[5]
- 2021 — Pas de compétition en raison de la pandémie de coronavirus [6].
- 2022 — Dix-septième (2e de Division IB)
- 2023 — Dix-huitième (2e de Division IB)
- 2024 — Vingt-deuxième (6e de Division IB)

Note :  Promue ;  Reléguée

### Classement mondial
| Année      | Rang       | Points     | Progression |
| ---------- | ---------- | ---------- | ----------- |
| 2003-2010  | Non classé | Non classé | Non classé  |
| 2011       | 34         | 500        | -           |
| 2012       | 28         | 975        | +6          |
| 2013       | 27         | 1 340      | +1          |
| Fév. 2014  | 23         | 1 605      | +4          |
| Avril 2014 | 22         | 2 265      | +1          |
| 2015       | 22         | 2 150      | ±0          |
| 2016       | 22         | 2 055      | ±0          |
| 2017       | 21         | 1 950      | +1          |
| Fév. 2018  | 22         | 2 475      | -1          |
| Avril 2018 | 22         | 2 520      | ±0          |
| 2019       | 22         | 2 390      | ±0          |
| 2020       | 20         | 2 235      | +2          |
| 2021       | 19         | 2 070      | +1          |

## Équipe moins de 18 ans

### Championnat du monde moins de 18 ans
- 2008-2013 — Ne participe pas
- 2014 — 2e de la Qualification pour la Division I
- 2015 — 3e de la Qualification pour la Division I
- 2016 — 6e de la Qualification pour la Division I[21]
- 2017 — 3e de Division IB
- 2018 — 3e de Division IB
- 2019 — 4e de Division IB
- 2020 — 5e de Division IB
- 2021 — Pas de compétition en raison de la pandémie de coronavirus